# Miscanthus
Miscanthus Andersson, 1855 è un genere di piante appartenenti alla famiglia delle Poacee, che vivono principalmente nelle regioni tropicali e subtropcali dell'Africa e dell'Asia.

## Tassonomia
Il genere comprende le seguenti specie:
- Miscanthus depauperatus Merr.
- Miscanthus ecklonii (Nees) Mabb.
- Miscanthus floridulus (Labill.) Warb. ex K.Schum. & Lauterb.
- Miscanthus fuscus (Roxb.) Benth.
- Miscanthus × longiberbis (Hack.) Nakai
- Miscanthus lutarioriparius L.Liu ex S.L.Chen & Renvoize
- Miscanthus nepalensis (Trin.) Hack.
- Miscanthus nudipes (Griseb.) Hack.
- Miscanthus oligostachyus Stapf
- Miscanthus paniculatus (B.S.Sun) S.L.Chen & Renvoize
- Miscanthus sacchariflorus (Maxim.) Benth. & Hook.f. ex Franch.
- Miscanthus sinensis Andersson
- Miscanthus tinctorius (Steud.) Hack.
- Miscanthus villosus Y.C.Liu & H.Peng
- Miscanthus wangpicheonensis T.I.Heo & J.S.Kim

## Usi
Le piante di questo genere sono utilizzabili per la produzione ecocompatibile di etanolo.